# Thorpe-le-Soken
Thorpe-le-Soken is een civil parish in het bestuurlijke gebied Tendring, in het Engelse graafschap Essex.

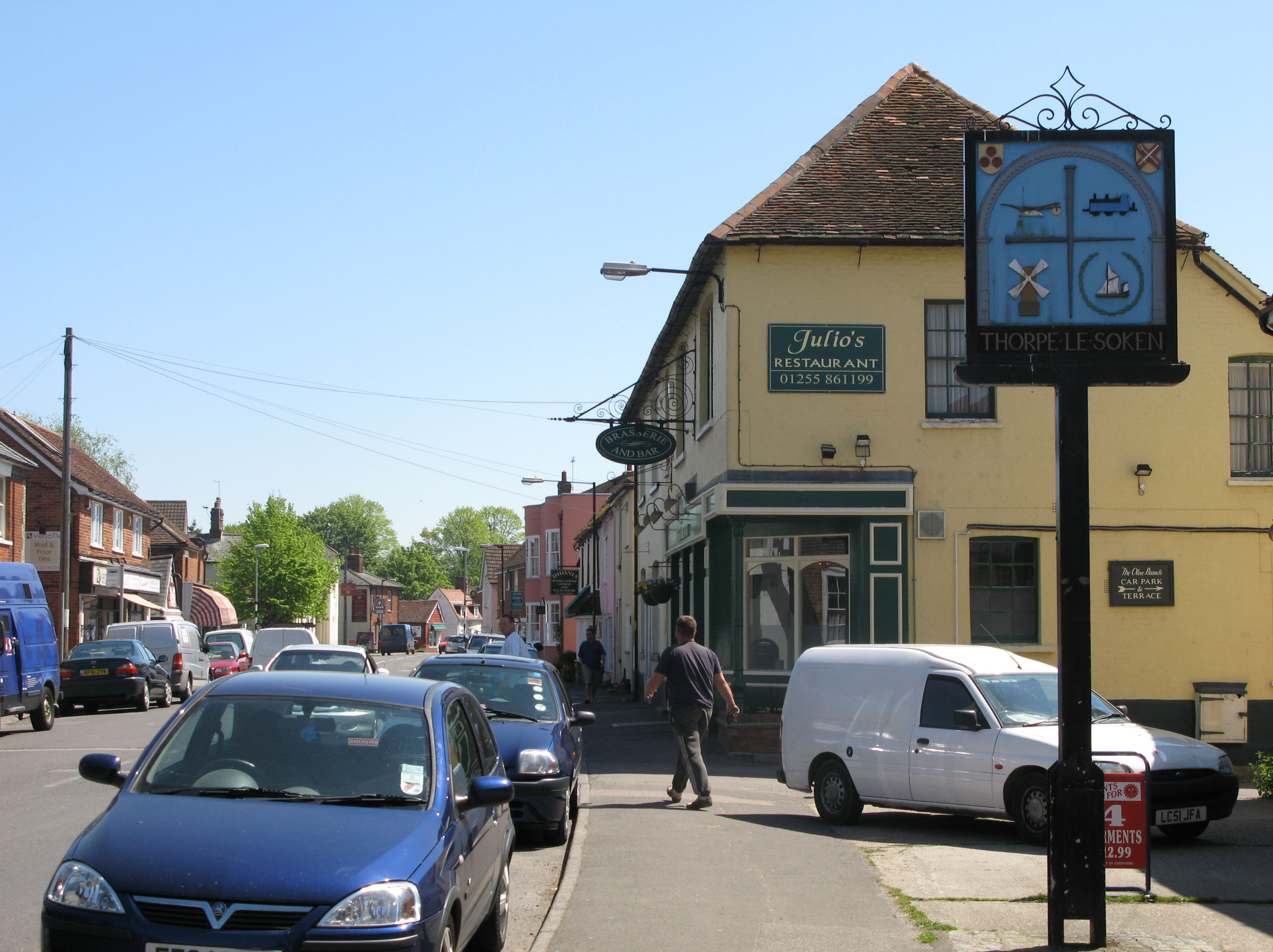
Thorpe-le-Soken